# Saint-Vaury
Saint-Vaury – miejscowość i gmina we Francji, w regionie Nowa Akwitania, w departamencie Creuse.
Według danych na rok 1990 gminę zamieszkiwało 2059 osób, a gęstość zaludnienia wynosiła 44 osoby/km² (wśród 747 gmin Limousin Saint-Vaury plasuje się na 44. miejscu pod względem liczby ludności, natomiast pod względem powierzchni na miejscu 42.).